# Шипка (гора)
Шипка (болг. Шипка) — гірська вершина в центральній Болгарії. Висота — 1523 м. Є найвищою точкою Шипкинського перевалу.

## Історія назви
Від початку гора мала назву Свети Николай («Святий Миколай»). 1954 року була перейменована на Столєтов на честь генерал-майора Миколи Григоровича Столєтова, що керував її обороною під час Російсько-турецької війни в XIX столітті. Та оскільки ім'я генерала — також Миколай, гора продовжувала носити серед людей стару назву. 1977 року, через століття від початку військових дій, вершину знов перейменували, надавши їй тепер назву Шипка.

## У подіях 1877—1878 років
У 1877 році в цих місцевостях проходили найважливіші бої російсько-турецької війни 1877—1878 років. Загинули тисячі російських та болгарських солдат.
У знак вшанування їхньої пам'яті 3 березня щороку в річницю підписання Сан-Стефанського мирного договору, який поклав край пануванню Туреччини в Болгарії. А кожного серпня відбувається історична реконструкція подій 1877 року.

## Статус
Нині вершина Шіпки та її околиці мають статус національного парку-музею. На самісінькій верхівці гори від 1934 року височіє Пам'ятник свободи, збудований на добровільні пожертви болгарського народу.

## Галерея

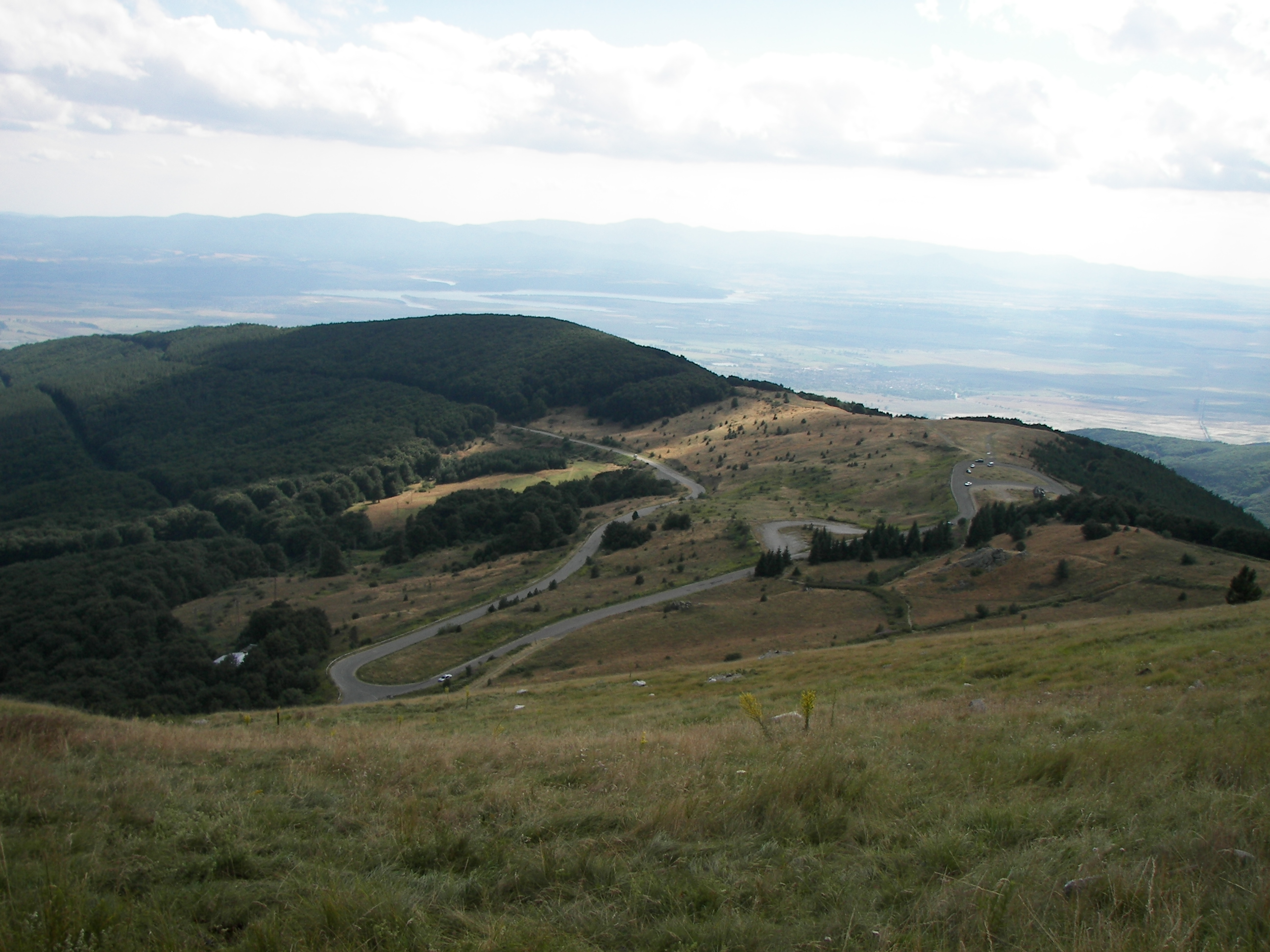
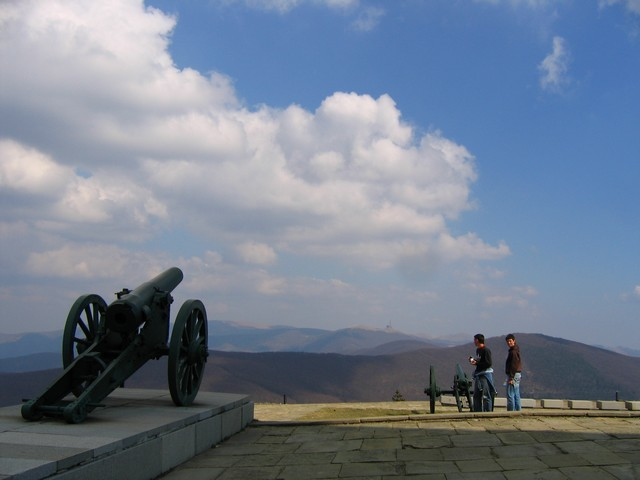
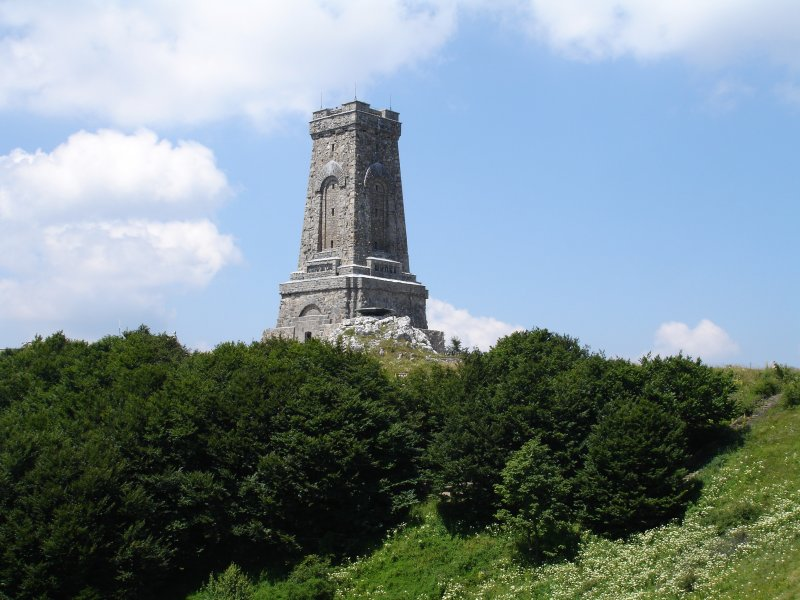
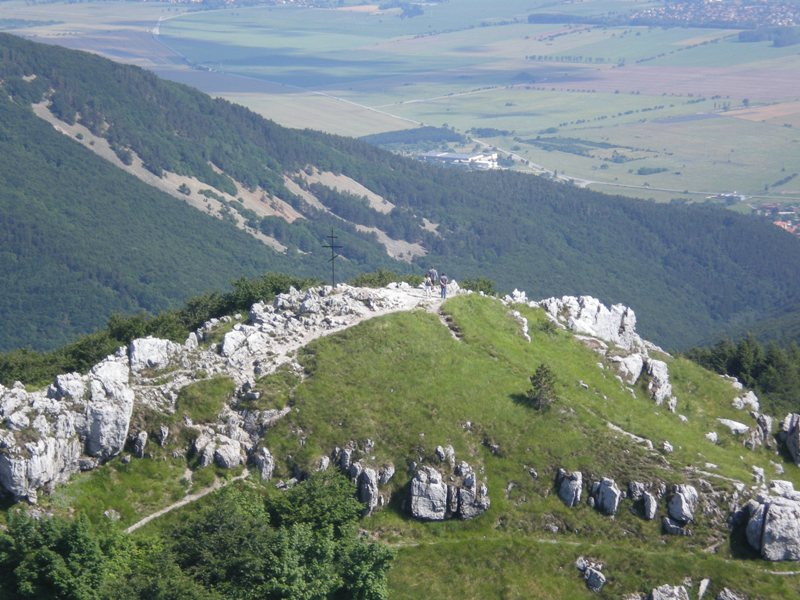
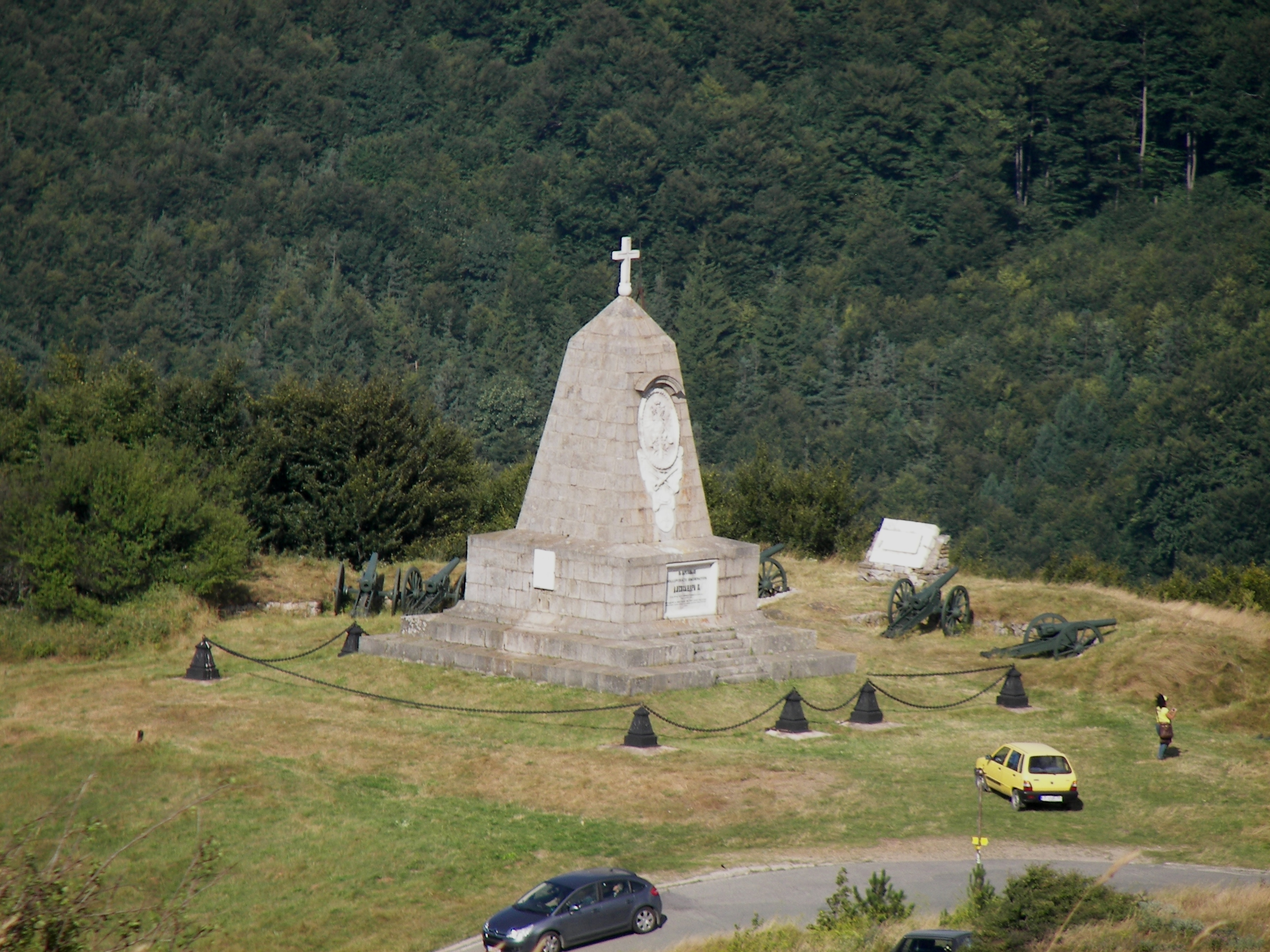
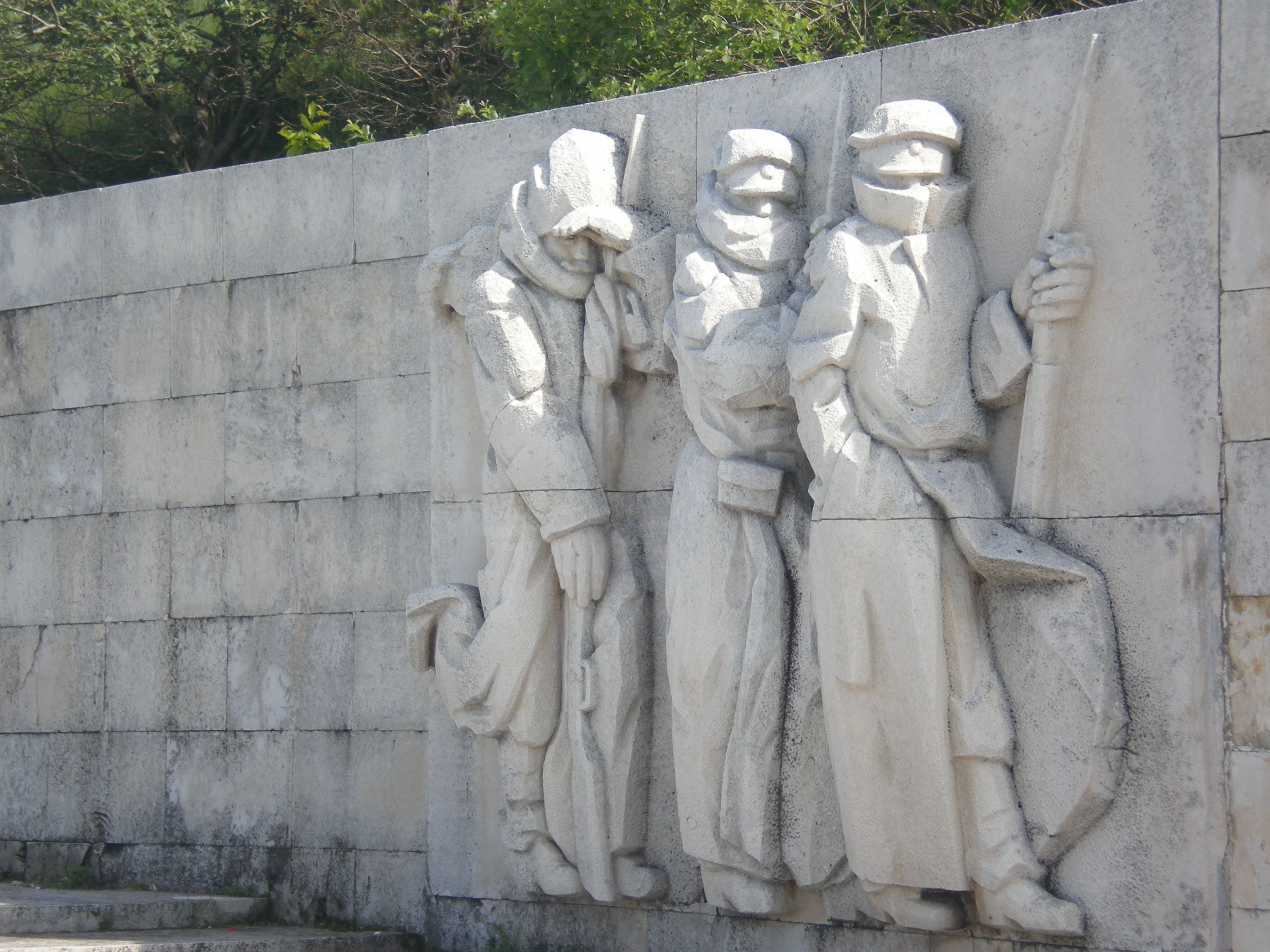
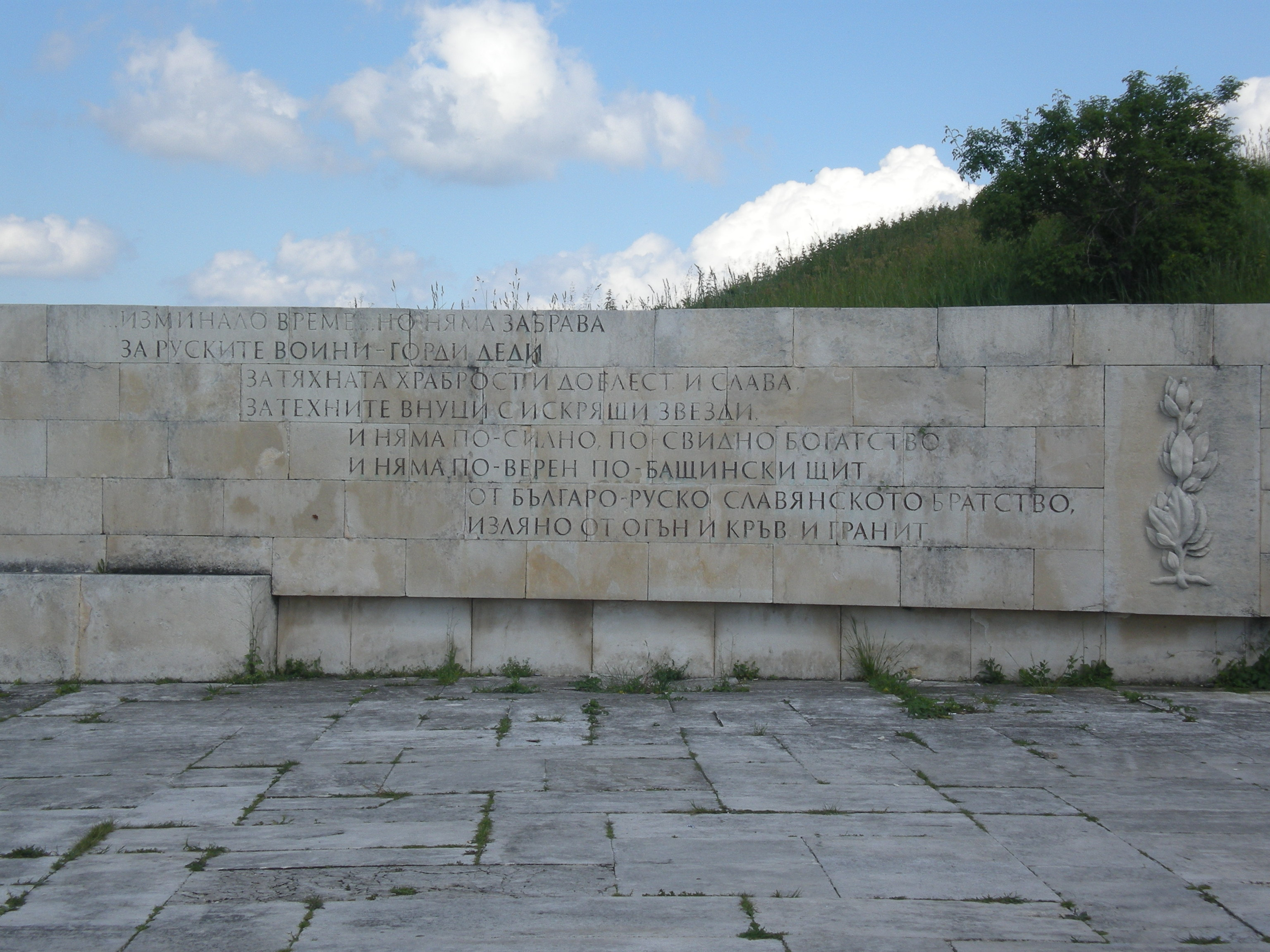
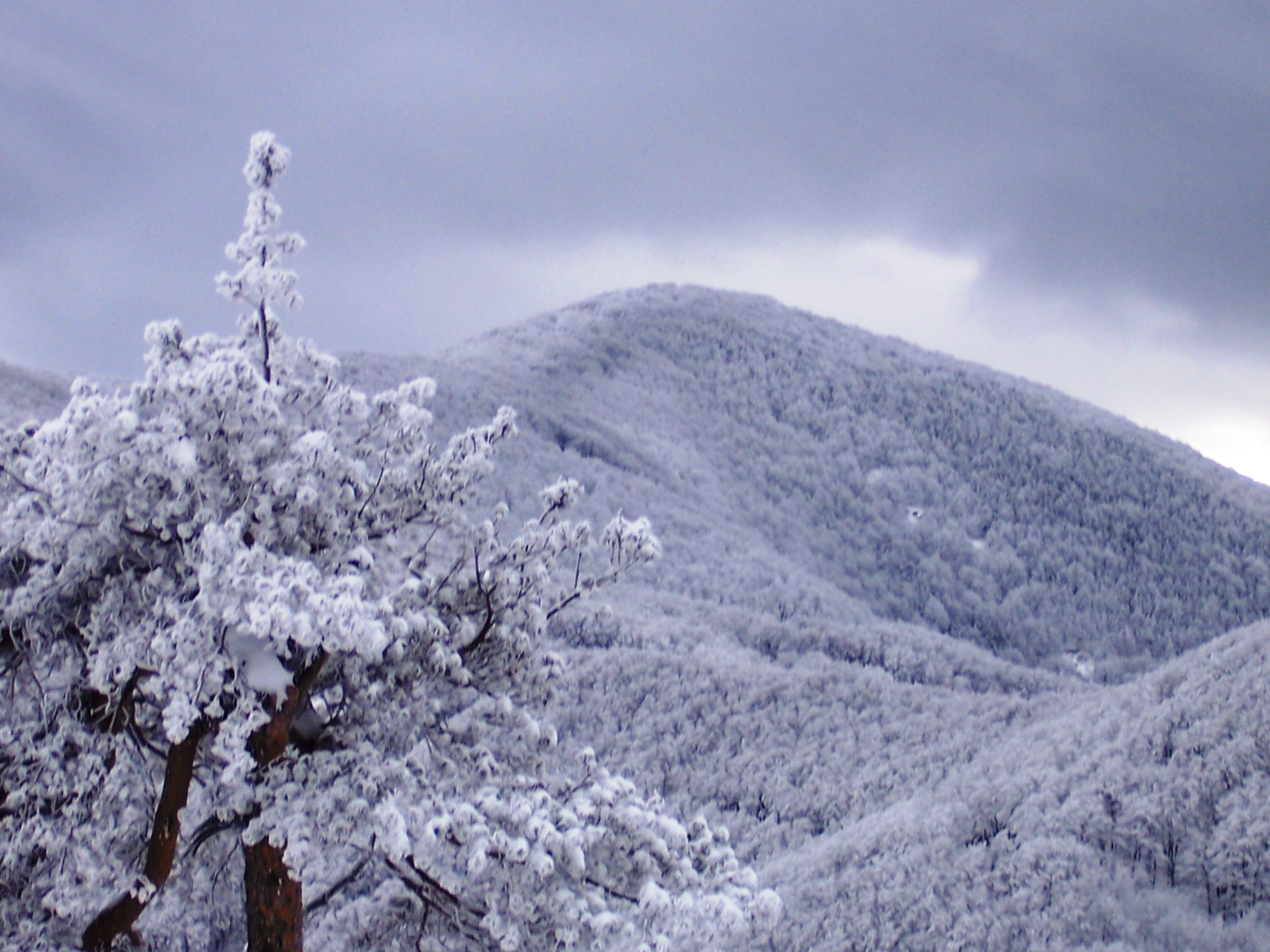